# Autovía del Pirineo

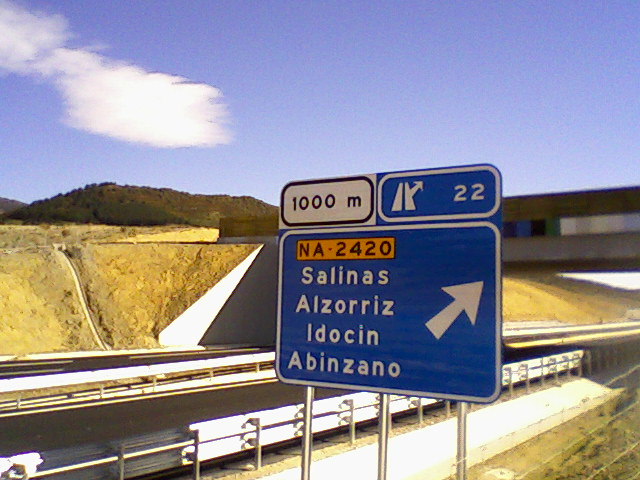
Vista parcial de la autovía.

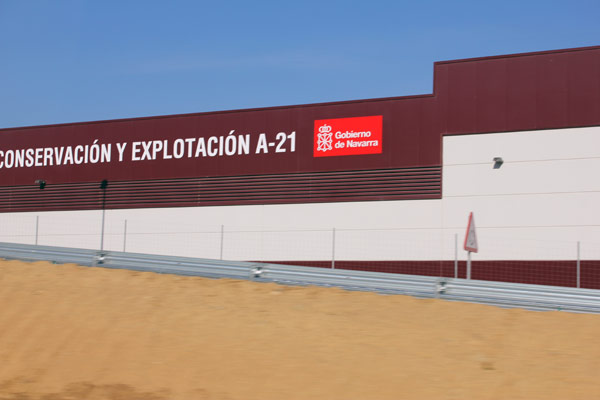
Centro de Conservación de la autovía.

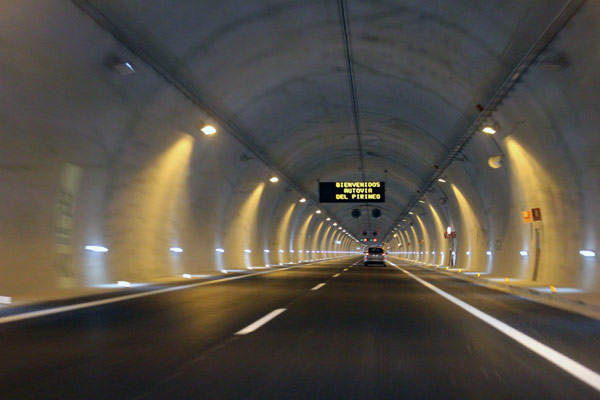
Túnel de Yesa.

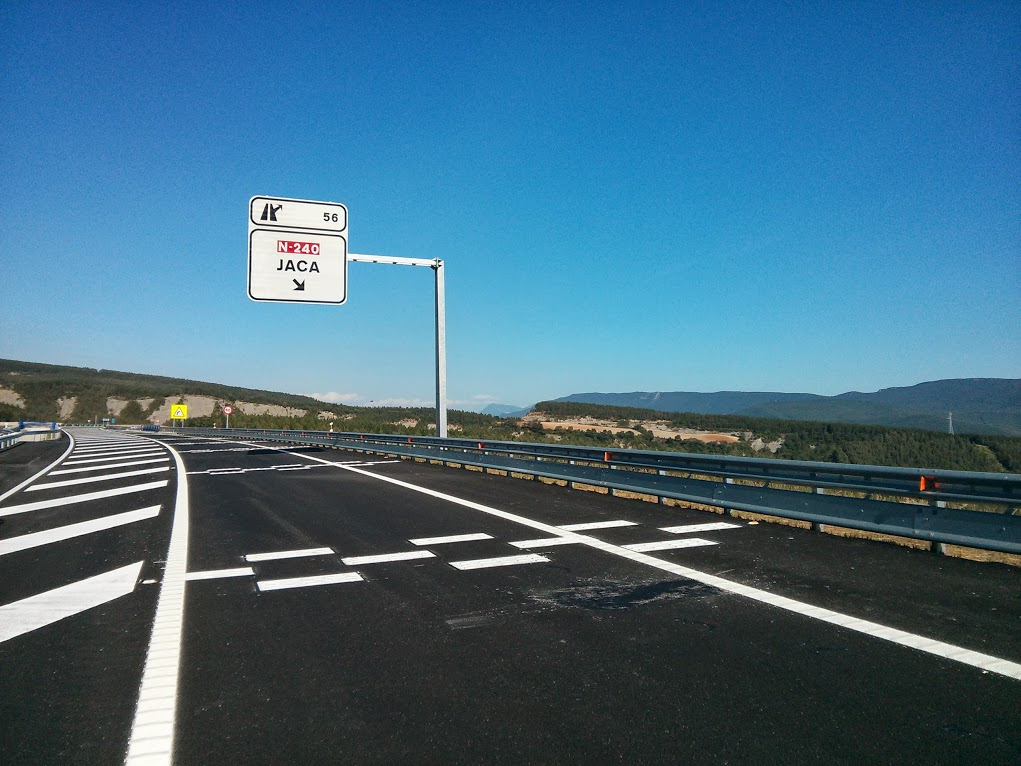
Salida 56 en provincia de Huesca

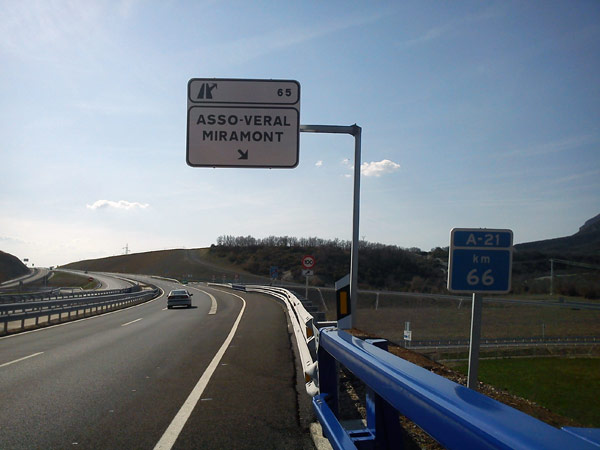
Tramo en la Provincia de Huesca

Señal de confirmación de la autovía del Pirineo A-21 en Navarra (primeros tramos)

Señal de confirmación de la autovía del Pirineo A-21 en Navarra (últimos tramos)

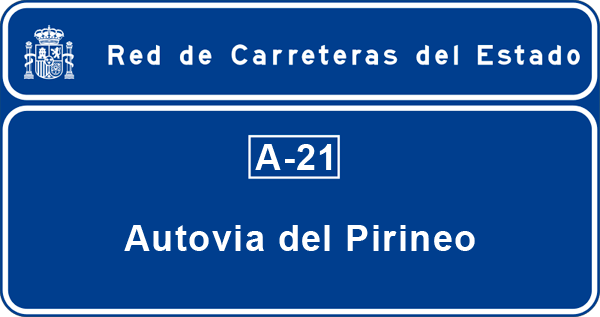
Señal de confirmación de la autovía del Pirineo A-21 en Aragón

La autovía del Pirineo o A-21 (Pirinioetako autobia en euskera), también denominada autovía de los Pirineos en el catálogo de carreteras del Estado, es una autovía española que se ha concebido como una vía de alta capacidad que recorrerá transversalmente desde Navarra hasta Aragón creando un pasillo pirenaico que comunique la zona norte de España desde el País Vasco hasta Cataluña conectando con otros viales en la localidad de Jaca (A-23 y N-330) hacia Huesca o Francia, creando una interconexión que abrirá nuevos horizontes a todas estas provincias. La conexión con el país vecino, Francia está en los planes de ambos países mediante la N-330 en España y de la RN-134 en Francia, dándole aún más sentido así al proyecto de la A-21.
El trazado de dicha vía comienza en Noáin-Pamplona y concluirá en Jaca donde enlaza primero con la A-23 (autovía Mudéjar) y, por ésta, en Huesca con la A-22 (autovía del Camino Catalán).

## Geología
En el tramo aragonés esta infraestructura se encaja en la Canal de Berdún, una depresión que se dispone de este a oeste entre las sierras prepirenaicas y el Pirineo propiamente dicho. El principal material de este entorno son las margas, un material de origen sedimentario marino extremadamente deleznable, en el que se originan profundos barrancos que encarecen su construcción, además la dispersión de pequeños núcleos y ejes carreteros obligan a la realización de numerosos enlaces que también elevarán el costo final. 
Asimismo y con el fin de minimizar las heladas y nevadas invernales, la autovía debe ir por la parte norte de la Canal de Berdún para recibir las máximas horas de luz solar, a la vez que el tramo del embalse de Yesa debe ascender por las laderas montañosas para salvar la lámina de agua.

## Sociedad concesionaria en el tramo navarro
El contrato para la construcción y posterior explotación del tramo navarro de la autovía se adjudicó en régimen de concesión administrativa para un máximo de 30 años (con fecha de expiración en 2039) mediante la modalidad de peaje en sombra. El trayecto será libre de pago para los usuarios, siendo el Gobierno de Navarra quien abone periódicamente las tarifas a la sociedad titular de la concesión en función del tráfico y de la disponibilidad de la infraestructura.
La sociedad concesionaria se denomina Autovía del Pirineo, S.A., integrada por Construcciones Mariezcurrena S.L., Construcciones Luciano Elcarte S.L. e Iridium Concesiones de Infraestructuras S.A., concesionaria de la constructora Grupo ACS.

## Tramos
| Denominación | Tramo                                 | Kilómetros | Año servicio / Estado (2025)                                                               |
| ------------ | ------------------------------------- | ---------- | ------------------------------------------------------------------------------------------ |
| A-21         | Nudo de Noáin AP-15 - Noáin Este      | 1,2        | 2005                                                                                       |
| A-21         | Noáin Este - Monreal                  | 9,5        | 2006                                                                                       |
| A-21         | Monreal - Izco                        | 8,5        | 2008                                                                                       |
| A-21         | Izco - Venta de Judas                 | 7,3        | 2010                                                                                       |
| A-21         | Venta de Judas - Yesa                 | 10,1       | 2012                                                                                       |
| A-21         | Yesa - Limítrofe Navarra/Aragón       | 6,5        | 2012                                                                                       |
| A-21         | Limítrofe Navarra/Aragón - Tiermas    | 4,3        | 2013                                                                                       |
| A-21         | Tiermas - Sigüés                      | 6,6        | 2025                                                                                       |
| A-21         | Sigüés - A-1601                       | 2,5        | 2015                                                                                       |
| A-21         | A-1601 - Barranco de Colladas         | 2,9        | 2011                                                                                       |
| A-21         | Barranco de Colladas - Fago           | 5,4        | 2011                                                                                       |
|              | Fago - Puente la Reina de Jaca        | 12         | Proyecto relicitado (pendiente readjudicación de proyecto) (pendiente licitación de obras) |
| A-21         | Puente la Reina de Jaca - Santa Cilia | 6          | 2019                                                                                       |
| A-21         | Santa Cilia - Jaca Oeste              | 9          | 2019                                                                                       |
|              | Jaca Oeste - Jaca Norte A-23          | 4,9        | Proyecto terminado (pendiente licitación de obras)                                         |

## Esquema de la vía
A continuación se detalla el esquema de los tramos que ya están abiertos de la autovía, con las salidas e infraestructuras importantes con que cuenta: 
| Velocidad | Esquema | Carriles                                                                       | Salida | Sentido Jaca (ascendente) | Sentido Pamplona (descendente) | Sentido Pamplona (descendente) | Carriles | Notas |
| --------- | ------- | ------------------------------------------------------------------------------ | ------ | --- | --- | --- | -------- | ----- |
|           |         |                                                                                |        | Inicio de la vía | Noáin PA-31 Aeropuerto AP-15 N-121 Tudela - Zaragoza - Madrid | A-15 Pamplona - Logroño Vitoria - San Sebastián |          |       |
|           |         |                                                                                |        | Área de Servicio | | |          |       |
|           |         |                                                                                | 10     | NA-5008 Torres de Elorz NA-2420 Zabalegui - Zulueta | NA-5008 Torres de Elorz | NA-5008 Torres de Elorz |          |       |
|           |         |                                                                                | 13     | NA-2420 Elorz | NA-2420 Elorz - Zabalegui - Zulueta | NA-2420 Elorz - Zabalegui - Zulueta |          |       |
|           |         |                                                                                | 16     | NA-234 Urroz Villa - Otano - Campanas Tejería de Monreal NA-2420 Monreal                                                                                             | NA-234 Urroz Villa - Otano - Campanas Tejería de Monreal | NA-234 Urroz Villa - Otano - Campanas Tejería de Monreal |          |       |
|           |         |                                                                                | 22     | NA-2420 Salinas - Alzórriz - Idocin - Abínzano | NA-2420 Salinas - Alzórriz - Monreal - Idocin | NA-2420 Salinas - Alzórriz - Monreal - Idocin |          |       |
|           |         |                                                                                | 28     | NA-2420 Izco | NA-2420 Izco - Abínzano | NA-2420 Izco - Abínzano |          |       |
|           |         |                                                                                | 35     | NA-534 Aibar - Cáseda NA-150 Lumbier Foz de Lumbier Foz de Arbayún Larra-Belagua Valle del Roncal Selva de Irati Valle de Salazar Espacio memorial del Alto de Loiti | NA-534 Aibar - Cáseda NA-150 Lumbier Foz de Lumbier Foz de Arbayún Larra-Belagua Valle del Roncal Selva de Irati Valle de Salazar Espacio memorial del Alto de Loiti | NA-534 Aibar - Cáseda NA-150 Lumbier Foz de Lumbier Foz de Arbayún Larra-Belagua Valle del Roncal Selva de Irati Valle de Salazar Espacio memorial del Alto de Loiti |          |       |
|           |         |                                                                                | 36     | | Portal del Pirineo NA-2420 Nardués-Aldunate | Portal del Pirineo NA-2420 Nardués-Aldunate |          |       |
|           |         |                                                                                | 39     | NA-2420 Liedena - Sangüesa Foz de Lumbier Villa Romana de Liedena | NA-2420 Liedena - Sangüesa Foz de Lumbier Villa Romana de Liedena | NA-2420 Liedena - Sangüesa Foz de Lumbier Villa Romana de Liedena |          |       |
|           |         |                                                                                | 42     | NA-2420 Liedena | NA-2420 Liedena | NA-2420 Liedena |          |       |
|           |         |                                                                                |        | Túnel de Liedena L. 945 m | | |          |       |
|           |         |                                                                                | 47     | NA-2420 Yesa Monasterio de Leyre Castillo de Javier | NA-2420 Yesa Monasterio de Leyre Castillo de Javier | NA-2420 Yesa Monasterio de Leyre Castillo de Javier |          |       |
|           |         |                                                                                |        | Túnel de Yesa L. 1648 m | | |          |       |
|           |         |                                                                                |        | | | |          |       |
|           |         |                                                                                | 56     | N-240 Tiermas | N-240 Tiermas | N-240 Tiermas |          |       |
|           |         |                                                                                |        | Túnel de San Martin L. 202 m | | |          |       |
|           |         |                                                                                |        | Túnel de Menazos L. 233 m | | |          |       |
|           |         |                                                                                |        | Túnel de Esco L. 179 m | | |          |       |
|           |         |                                                                                | 65     | A-1601 Artieda - Sos del Rey Católico | A-1601 Artieda - Sos del Rey Católico | A-1601 Artieda - Sos del Rey Católico |          |       |
|           |         |                                                                                | 71     | Asso-Veral - Miramont | Asso-Veral - Miramont | Asso-Veral - Miramont |          |       |
|           |         |                                                                                |        | Límite provincia Zaragoza-Huesca Jaca continúa por N-240 | | |          |       |
|           |         |                                                                                | 86     | | A-176 Hecho - Ansó Aragüés del Puerto - Jasa N-240 Puente la Reina                                                                                                   | A-176 Hecho - Ansó Aragüés del Puerto - Jasa N-240 Puente la Reina                                                                                                   |          |       |
|           |         |                                                                                | 92     | Santa Cilia - Somanés - Santa Cruz de la Serós Santa Cilia vía de servicio                                                                                           | Santa Cilia - Somanés - Santa Cruz de la Serós Santa Cilia vía de servicio                                                                                           | Santa Cilia - Somanés - Santa Cruz de la Serós Santa Cilia vía de servicio                                                                                           |          |       |
|           |         |                                                                                | 97     | Ascara vía de servicio A-1603 Santa Cruz de la Serós Monasterio San Juan de la Peña                                                                                  | Ascara vía de servicio A-1603 Santa Cruz de la Serós Monasterio San Juan de la Peña                                                                                  | Ascara vía de servicio A-1603 Santa Cruz de la Serós Monasterio San Juan de la Peña                                                                                  |          |       |
|           |         |                                                                                |        | Jaca continuá por N-240 | | |          |       |
|           |         | Variante Norte de Jaca en proyecto (pendiente nueva actualización de proyecto) |        | | | |          |       |

## Mapa del recorrido
A continuación se detalla el mapa del recorrido, a los que están abiertos y a los que están en obras y proyecto: 